# Abborrtjärnet (Laxarby socken, Dalsland)
Abborrtjärnet är en sjö i Bengtsfors kommun i Dalsland och ingår i Göta älvs huvudavrinningsområde.